# Hipervolemia
Se conoce como hipervolemia al trastorno hidroelectrolítico consistente en un aumento anormal del volumen de plasma en el organismo. Esta puede ser provocada por insuficiencia renal, insuficiencia hepática, ICC, síndrome de secreción inadecuada de hormona antidiurética o por una terapia con líquidos intravenosos inadecuada.
El aumento de volumen del plasma provocará por consiguiente un aumento de peso, cuyas consecuencias pueden llegar a ser ingurgitación venosa, aumento en el gasto cardíaco, edema agudo de pulmón, convulsiones o edema periférico.
A su vez, la hipervolemia puede traer consigo variaciones en la concentración del plasma (trastornos de osmolaridad), como la hipernatremia o la hiponatremia. O variaciones en la composición, como pueden ser los trastornos del potasio, trastornos del equilibrio ácido-base y trastornos primarios respiratorios (acidosis o alcalosis respiratoria).